# ادريانو دا سيلفا
ادريانو دا سيلفا هو لاعب كرة قدم برازيلي، ولد في 2 مايو 1980 في مارينغا في البرازيل. لعب مع نادي بوتافغو لكرة القدم ونادي غاما ونادي فيروفياريا ونادي مارينغا.

## وصلات خارجية
- ادريانو دا سيلفا على موقع قاعدة بيانات كرة القدم.إي يو (الإنجليزية)